# Fàcula

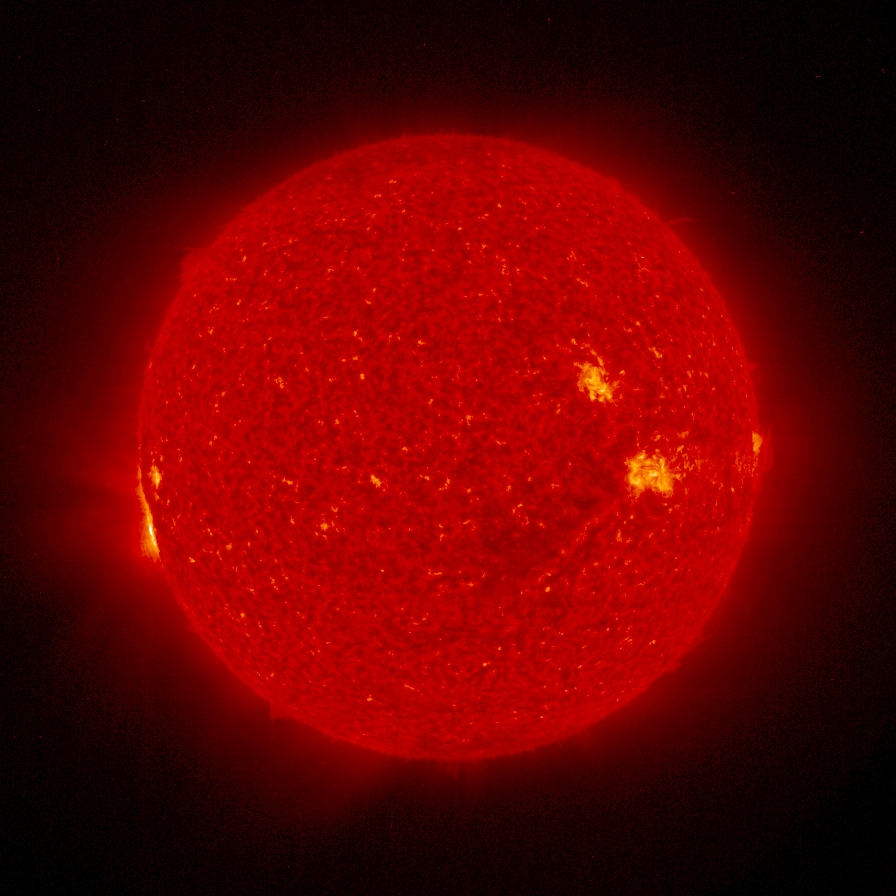
Les àrees brillants visibles a la imatge són fàcules

Una fàcula (del llatí facula, ‘falla o torxa encesa’, plural faculae) és un terme que en astronomia i nomenclatura planetària s'usa per designar punts brillants a estrelles, planetes o al Sol.
Les fàcules solars són cadascuna de les parts més brillants que s'observen en la superfície del Sol, la fotosfera o la cromosfera. Són el resultat de camps magnètics intensos i sovint estan associades a les taques solars. Són més visibles en el limbe del disc solar i en les zones de longitud d'ona curta. Les fàcules fotosfèriques consisteixen en una sèrie de punts de llum de diàmetre d'uns 200 km. Les raons per les quals semblen brillants al voltant de la fotosfera continuen sent incertes, encara que sembla probable que el fenomen sigui causat per una diferència de pressió i, per tant, de la densitat dels materials magnètics en els tubs que surten de la superfície solar. L'aparició d'una fàcula, sovint, prediu una més intensa activitat en taques o brillantors. D'altra banda, aquests fenòmens, encara que de manera successiva, s'exhauriran abans que la fàcula es dissipi; la vida mitjana d'una fàcula és bastant llarga, al voltant de 100 dies, amb descensos significatius en la brillantor.
Les fàcules s'observen amb més facilitat a les capes exteriors del disc solar, on la brillantor de fons és menor; també estan presents a la corona, que s'anomena corona de condensació. També s'observen a la cromosfera (la capa atmosfèrica més baixa i, per tant, més lluminosa).
Les Cererian faculae (els punts brillants de Ceres) es creu que poden ser el resultat de l'expulsió de gasos actual o passada, potser degut a volcanisme o activitat cometària.
La sonda Cassini-Huygens va identificar faculae a Tità.